# أوتاوا صن
أوتاوا صن (بالإنجليزية: Ottawa Sun) هي صحيفة تابلويد تصدر باللغة الإنكليزية عن مؤسسة صن ميديا (بالإنجليزية: Sun Media) في أوتاوا عاصمة كندا. بدأت النشر أول مرة في أوائل الثمانينيات من القرن العشرين باسم أوتاوا هيرالد، حتى استحوذت عليها  شركة تورنتو صن للنشر في عام 1988. في نيسان/أبريل 2015، انتقلت ملكيتها مرة أخرى حين استحوذت شركة بوستيديا على شركة صن ميديا.
تصدر الصحيفة في نسخة يومية ونسخة في يوم الأحد. التوجهات السياسية للصحيفة قريبة من حزب المحافظين الكندي.